# Los Corraleros de Majagual
Los Corraleros de Majagual é um conjunto de música tropical colombiana criado em 1962 por iniciativa de Antonio Fuentes, empresário musical e dono da empresa Discos Fuentes, que fomenta esse tipo de música. O grupo obteve múltiplos Discos de Ouro, o Guaicaipuro de Oro em 1967 ao artista mais importante de Venezuela, múltiplos Congos de Oro outorgados pelo Festival de Orquestras do Carnaval de Barranquilla, além de várias menções e distinções especiais da imprensa internacional.
Segundo algumas fontes, Los Corraleros de Majagual foram responsáveis por uma inovação crucial que marcou o som da música tropical: a incorporação de acordeões tocando junto com a seção de metais da orquestra.